# 아타우알파 유판키

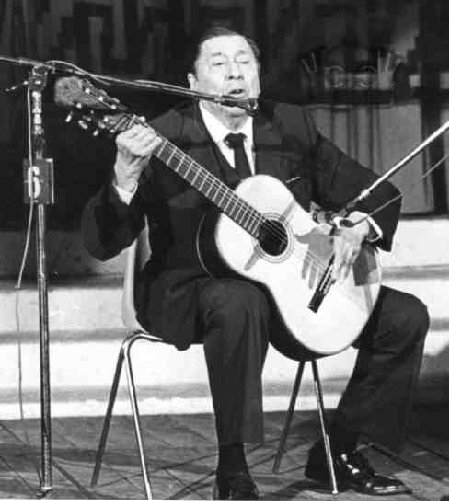
아타우알파 유판키

아타우알파 유판키(Atahualpa Yupanqui, 1908년 ~ 1992년)는 아르헨티나의 향토 예술가, 기타리스트이다. 부에노스아이레스에서 태어나 어릴 때 아르헨티나 북부의 투쿠만으로 이주했다. 처음에는 바이올린을, 다음에는 기타를 교사에게서 정식으로 배웠다. 그가 발표한 작품 〈인디오의 길〉로 명성을 획득했다. 기타의 즉흥연주 및 폴클로레가수로 활약하는 한편 〈투쿠만의 달〉, 〈우차에 흔들리며〉, 〈포라스테로의 추억〉 등의 명곡을 만들었다. 소설 《인디오의 길》 외에 시집 등을 출판하기도 했다. 그는 전통적인 민요를 그대로 계승하는 사람을 넘어, 민요의 정서를 승화시켜서 자신의 독특한 예술로 완성했고, 그의 노래 가사에는 깊은 인생관이 깃들어 있다. 참고로 그는 왼손잡이로 기타를 반대로 들었다.

## 노래
- "Los Hermanos"
- "Viene clareando"
- "El arriero"
- "Zamba del grillo"
- "La añera"
- "La pobrecita"
- "Milonga del peón de campo"
- "Camino del indio"
- "Chacarera de las piedras"
- "Recuerdos del Portezuelo"
- "El alazán"
- "Indiecito dormido"
- "El aromo"
- "Le tengo rabia al silencio"
- "Piedra y camino"
- "Luna tucumana"
- "Los ejes de mi carreta"
- "Sin caballo y en Montiel"
- "Cachilo dormido"
- "Tú que puedes vuélvete"
- "Nada mas"

## 저서
- Piedra sola (1940)
- Aires indios (1943)
- Cerro Bayo (1953)
- Guitarra (1960)
- El canto del viento (1965)
- El payador perseguido (1972)
- La Capataza (1992)

## 참고 자료
- 이 문서에는 다음커뮤니케이션(현 카카오)에서 GFDL 또는 CC-SA 라이선스로 배포한 글로벌 세계대백과사전의 내용을 기초로 작성된 글이 포함되어 있습니다.